# Radzanek
Radzanek [raˈd͡zanɛk] (tiếng Đức: Resehl)  là một ngôi làng thuộc khu hành chính của Gmina Maszewo, thuộc hạt Goleniów, West Pomeranian Voivodeship, ở phía tây bắc Ba Lan. Nó nằm khoảng 4 kilômét (2 mi)   phía tây bắc Maszewo, 15 km (9 mi) về phía đông của Goleniów và 31 km (19 mi) về phía đông của thủ đô khu vực Szczecin.